# Junonia hedonia
Junonia hedonia là một loài bướm được tìm thấy ở Đông Nam Á, Indonesia, và Úc.